# Ben Hansbrough
Ben Hansbrough, né le 23 décembre 1987, à Poplar Bluff, dans le Missouri, est un joueur américain de basket-ball. Il évolue au poste d'arrière. Il est le frère du basketteur Tyler Hansbrough.

## Biographie
Le 22 août 2013 il signe un contrat d'un an avec le club espagnol du CB Gran Canaria jouant en Liga ACB.
En décembre 2014, Hansbrough signe un contrat avec le club espagnol de Laboral Kutxa jusqu'à la fin de la saison.

## Palmarès
- Champion de la Division Centrale en 2013 avec les Pacers de l'Indiana.